# تپه کمرقالا
تپه کمرقالا مربوط به هزاره اول قبل از میلاد است و در شهرستان نقده، بخش محمدیار، دهستان حسنلو، ۶/۵ کیلومتری شمال غرب روستای شیخ احمد واقع شده و این اثر در تاریخ ۷ خرداد ۱۳۸۷ با شمارهٔ ثبت ۲۲۸۷۲ به‌عنوان یکی از آثار ملی ایران به ثبت رسیده است.